# Nacodius
Nacodius (лат.) — род мелких жуков-слоников (долгоносиков) из подсемейства Cyclominae (Listroderini). Эндемики Южной Америки. Длина 4,6—6,9 мм. Рострум среднего размера; опушение состоит щетинковидных чешуек и щетинок; глаза большие, слегка выпуклые; переднеспинка без постокулярных долей, с диском гладкая, полированная; надкрылья с промежутками плоские. Nacodius близок к родам подтрибы Macrostyphlina из трибы Listroderini и близок к родам Adioristidius, Amathynetoides, Andesianellus, Macrostyphlus и Puranius.
Питаются предположительно листьями (имаго) и корнями растений (личинки).

## Систематика
Род включает около 5 видов.
- Nacodius alectrus  Morrone, 1994
- Nacodius brevirostris  (Voss, 1954)
- Nacodius martitae  Morrone, 1994
- Nacodius omissus  (Kuschel, 1952)